# Raión de Obújiv
Raión de Obújiv (en ucraniano: Обухівський район) es un raión o distrito de Ucrania en el óblast de Kiev. La capital es la ciudad de Obújiv.
Comprende una superficie de 3639,1 km².

## Demografía
Según estimación 2010 contaba con una población total de 72.000 habitantes.

## Otros datos
El código KOATUU fue 3223100000. El código postal 08700 y el prefijo telefónico +380 4572.